# Comitê Paralímpico do Barém
O Comitê Paralímpico do Barém (em árabe: اللجنة البارالمبية البحرينية) é o Comitê Paralímpico Nacional que representa o Barém. Esta organização é responsável pelas atividades esportivas paralímpicas no país. Ele é membro do Comitê Paralímpico Internacional e do Comitê Paralímpico Asiático.